# Heino Jaede
Heino Jaede, auch Heino Jäde, eigentlich Heinrich Adolph Friedrich Julius Jäde  (* 28. Mai 1876 in Lübeck; † 5. November 1948 in Bad Schwartau) war ein deutscher Maler und Illustrator.

## Leben

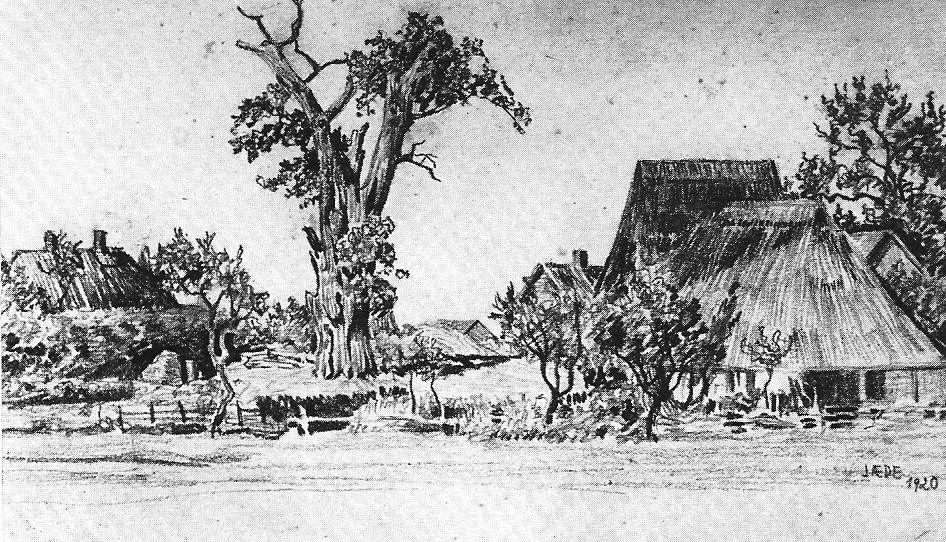
Alte Eiche in Israelsdorf (1920)

Heino Jaede war Sohn eines Schiffsmaklers. Er wuchs in der Schulstraße 20 in Lübeck-St. Gertrud auf und besuchte das Katharineum zu Lübeck, konnte die Schule jedoch nicht mit dem Abitur abschließen, da eine schwere Krankheit einen längeren Kuraufenthalt in der Schweiz notwendig machte. Ab 1895 war er Schüler der Lübecker Kunstschule von Willibald Leo von Lütgendorff-Leinburg. 1897 ging er an die Akademie in Dresden. Es folgten Studienaufenthalte in Berlin und Leipzig. Nach Abschluss seiner Studien lebte Jäde viele Jahre auf einem Hof von Verwandten in Mecklenburg. 1914 bezog er ein eigenes Haus mit Studio am Riesebusch in Bad Schwartau. Er war Mitglied der „Vereinigung Lübecker Künstler“ und in den 1920er Jahren Mitglied ihrer Jury.
Jäde zeichnete vor allem Naturszenen, so z. B. die alte Eiche in Israelsdorf am Gothmunder Weg. 1920 schuf er den Buchschmuck für den zweiten Band des Lübecker Dichterbuchs. Auf Anregung von Carl Georg Heise entwarf er bis Mitte der 1920er Jahre gemeinsam mit Alfred Mahlau Porzellanmalereien für die kurzlebigen Vereinigten Lübecker Porzellanwerke (1921–1925). 1928 war er mit 5 Werken in der von Heise kuratierten Ausstellung Lübecker Künstler in der Hamburger Kunsthalle vertreten.